# À minuit, je posséderai ton âme
Série
Cette nuit, je m'incarnerai dans ton cadavre
(1967)
Pour plus de détails, voir Fiche technique et Distribution.
À minuit, je posséderai ton âme (À Meia-Noite Levarei Sua Alma) est un film d'épouvante fantastique brésilien réalisé par José Mojica Marins et Ozualdo Candeias et sorti en 1964.
Il est considéré comme le premier film d'horreur brésilien. Le film deviendra le premier volet d'une trilogie.

## Synopsis
Le croque-mort cruel et sadique Zé do Caixão, craint et détesté par les habitants d'une petite ville de campagne, est obsédé par l'idée d'avoir l'enfant parfait, celui qui pourra donner la continuité à son sang. Sa femme n'arrive pas à tomber enceinte et il pense que la petite amie de son meilleur ami est la femme idéale qu'il recherche. Violée par Zé do Caixão, la jeune fille veut se suicider pour revenir du monde des morts et prendre l'âme de celui qui l'a violée.

## Fiche technique
- Titre français : À minuit, je posséderai ton âme[2]
- Titre original brésilien : À Meia-Noite Levarei Sua Alma[3]
- Réalisation : José Mojica Marins, Ozualdo Candeias
- Scénario : José Mojica Marins, Magda Mei, Waldomiro França
- Photographie : Giorgio Attili
- Montage : Luis Elias
- Musique : Herminio Giménez (es), Salatiel Coelho (pt)
- Décors : José Vedovato
- Producteurs : Geraldo Martins, Ilídio Martins, Arildo Irvam
- Société de production : Indústria Cinematográfica Apolo
- Pays de production :  Brésil
- Langue originale : portugais
- Format : Noir et blanc - 1,37:1 - Son mono - 35 mm
- Genre : Film d'épouvante fantastique
- Durée : 84 minutes
- Date de sortie : 
  - Brésil : 9 novembre 1964

## Distribution
- José Mojica Marins : Zé do Caixão
- Magda Mei : Terezinha
- Nivaldo Lima : Antônio
- Valéria Vasquez : Lenita
- Ilídio Martins Simões : DrRodolfo
- Eucaris Moraes : la vieille sorcière